# Theatre of the World
A Theatre of the World (Világszínház) Frances Yates brit kultúrtörténész könyve, először 1969-ben jelent meg. A mű egy sorozat harmadik tagja, mely továbbfejleszti Yates Giordano Bruno and the Hermetic Tradition (1964) and The Art of Memory (1966) című könyveiben felvetett érvelését. E könyvében Yates Vitruvius műveinek a késő-Tudor és Jakab-kori Angliára, különösen a reneszánsz filozófiára és világnézetre  gyakorolt hatását kutatja. A könyv középpontjában John Dee és Robert Fludd alakja, illetve a műveikben szereplő vitruviusi eszmék kimutatása áll. Yates tárgyalja az ókori klasszikus szerző reneszánsz kori újrafelfedezését és a korabeli angol színházat a vitruviusi mozgalom egyik termékeként mutatja be. Elmélete szerint a londoni nyilvános színházak, köztük a Globe Színház a Vitruvius által leírt ókori színház adaptációi voltak, melyek alaprajza kozmológiai alapú volt. E merész elmélet alapján Shakespeare Globe Színháza az ember és a világegyetem viszonyára vonatkozó reneszánsz szemlélet kifejezéseként helyezhető el a kor nagy európai szellemi mozgalmai körében. Bár a szerző nem kísérli meg rekonstruálni a Globe színházat, az alaprajzára és színpadára vonatkozóan új elképzeléseket vet fel. Yates szerint a „Globe eszméje”, a shakespearei színház szimbolikus jelentése a Világszínház, mely kifejezi a makrokozmosz és a mikrokozmosz harmóniáját.